# CHMP2B
CHMP2B (англ. Charged multivesicular body protein 2B) – білок, який кодується однойменним геном, розташованим у людей на короткому плечі 3-ї хромосоми.  Довжина поліпептидного ланцюга білка становить 213 амінокислот, а молекулярна маса — 23 907.
| 10         |  | 20         |  | 30         |  | 40         |  | 50         |
| ---------- |  | ---------- |  | ---------- |  | ---------- |  | ---------- |
| MASLFKKKTV |  | DDVIKEQNRE |  | LRGTQRAIIR |  | DRAALEKQEK |  | QLELEIKKMA |
| KIGNKEACKV |  | LAKQLVHLRK |  | QKTRTFAVSS |  | KVTSMSTQTK |  | VMNSQMKMAG |
| AMSTTAKTMQ |  | AVNKKMDPQK |  | TLQTMQNFQK |  | ENMKMEMTEE |  | MINDTLDDIF |
| DGSDDEEESQ |  | DIVNQVLDEI |  | GIEISGKMAK |  | APSAARSLPS |  | ASTSKATISD |
| EEIERQLKAL |  | GVD        |  |            |  |            |  |            |

A: Аланін

C: Цистеїн

D: Аспарагінова кислота

E: Глутамінова кислота

F: Фенілаланін

G: Гліцин

H: Гістидин

I: Ізолейцин

K: Лізин

L: Лейцин

M: Метіонін

N: Аспарагін

P: Пролін

Q: Глутамін

R: Аргінін

S: Серин

T: Треонін

Кодований геном білок за функцією належить до фосфопротеїнів. 
Задіяний у таких біологічних процесах як транспорт, транспорт білків, ацетиляція, альтернативний сплайсинг. 
Локалізований у цитоплазмі, мембрані, ендосомах.